# Stemma codicum

Representació segons Cesare Questa del stemma de les obres de Plaute: a la dreta, la data estimada dels còdexs d'accord amb els testimonis, designats per cartes.

En filologia, un stemma codicum (o simplement stemma, plural stemmata) és una taula genealògica dels manuscrits originals del mateix treball. El terme stemma codicum, ve del grec antic στέμμα, stemma, petita cinta, corona, (ja que, a Roma, el quadre genealògic que contenia imatges dels avantpassats, s'adornava amb corones), i del llatí codicum, genitiu plural de còdex, manuscrit.

## Descripció
La filologia té per a objecte l'estudi de l'estructura i l'evolució d'una llengua mitjançant l'anàlisi i la interpretació de texts i manuscrits antics. La paleografia és la disciplina que permet desxifrar aquests manuscrits.
Quan un text té diverses fonts, provinents de diversos manuscrits que poden ser de diferents èpoques, el filòleg busca establir la filiació dels manuscrits entre ells: la seva genealogia; és el quadre genealògic d'una o diverses famílies de manuscrits fonts d'una mateixa obra.
Els manuscrits pertanyents a una mateixa família es poden identificar pels seus elements característics: errors de transcripció idèntics, els passatges que falten (« llacunes »), per la inserció de passatges apòcrifs o reconstruïts (« interpolacions »), etc.. En superposar-se, de vegades es pot reconstituir el text comú, o « arquetip », podent determinar l'origen d'una família de manuscrits.
Per establir l'original d'un text, és essencial saber si un manuscrit s'ha copiat d'un altre. Les diferències que apareixen al text copiat només poden ser errors introduïts pel copista. D'altra banda, si els dos manuscrits no són de la mateixa família, les diferències que presentin es poden remuntar a fonts més antigues, per tant més properes al text original i, en principi, més fidedigne. Històricament, l'estudi de la Bíblia ha servit de banc d'assaig a aquests enfocaments : hipòtesi del document jahviste, de la font Q, etc.

## Procediment
Un stemma codicum es dibuixa relacionant les diferents versions, per veure quina és l'original, en ell s'hi inclouen en lletres de l'alfabet llatí els còdexs o versions existents i en lletres gregues les reconstruïdes suposadament originals, de manera que es pugui traçar tota la història de la transmissió de l'obra. El principal estudiós dels arbres de transmissió textual va ser Karl Lachmann i el seu detractor més destacat Joseph Bédier, qui considerava que era un mètode reduccionista que no tenia en consideració influències amb salts temporals o socials. Els arbres segueixen les convencions de la cladística per dividir-se en branques i sub-branques.
La selecció de variants per determinar l'arbre es pot dur a terme per evidència externa (la versió està datada, s'inclou en cites posteriors, usa un tipus de lletra determinat...) o interna (segons el tipus de llengua emprat). La variant més complexa, per exemple, acostuma a ser la primera, simplificada per un copista que no la va entendre correctament. La versió amb arcaismes o amb repeticions sol correspondre's també amb l'original.
En cada cas, l'editor escollirà la millor lliçó, sovint la més antiga o la més difícil. Un cop s'arriba a l'arquetip, que pot correspondre a una versió o estar reconstruït filològicament, s'usa per corregir les versions posteriors (emmendatio).